# Cosmosoma stibosticta
Cosmosoma stibosticta là một loài bướm đêm thuộc phân họ Arctiinae, họ Erebidae.